# Parmortha parvula
Parmortha parvula là một loài tò vò trong họ Ichneumonidae.